# マイノット空軍基地
マイノット空軍基地（マイノットくうぐんきち、英: Minot Air Force Base）は、ノースダコタ州マイノットに位置するアメリカ空軍の基地である。地球規模攻撃軍団の部隊が所在する基地で唯一、戦略爆撃機部隊と大陸間弾道ミサイル部隊が配備されている。

## 概要
1956年5月、戦略航空軍団はマイノット近郊に戦略爆撃機の新しい基地を建設し、1957年1月10日にマイノット空軍基地として開設された。開設当初は航空宇宙防衛軍団の基地として使用され、同年2月に第433戦闘迎撃飛行隊が配備されたが、書類上のもので部隊に航空機は配備されていなかった。
戦略航空軍団の部隊は、1959年11月にKC-135A空中給油機を運用する第906空中給油飛行隊、1961年7月にB-52H戦略爆撃機を運用する第525爆撃飛行隊が配備され、これらの統括部隊として第5爆撃航空団が編制された。1961年にはLMG-30F大陸間弾道ミサイルの配備基地に指定され、1962年10月に第455戦略ミサイル航空団が配備された。
1990年代初頭、第5爆撃航空団がマイノット空軍基地のホストユニットとなった。
2007年に地球規模攻撃軍団が新設されるきっかけになった「マイノット事件」（外された筈の核弾頭が付いたままのACM巡航ミサイルが、ノースダコタ州マイノット空軍基地からルイジアナ州バークスデール空軍基地まで空輸されていた事件）の舞台でもある。

## 所在部隊
第8空軍隷下
- 第5爆撃航空団（英語版）[4]
  - 第5作戦群（英語版）
    - 第23爆撃飛行隊（英語版） - B-52H
    - 第69爆撃飛行隊（英語版） - B-52H
    - 第5運用支援中隊

  - 第5整備群
    - 第5航空機整備中隊
    - 第5整備中隊
    - 第5整備運用中隊
    - 第5弾薬中隊
    - 第705弾薬中隊

  - 第5医療群
    - 第5医療運用中隊
    - 第5医療支援中隊

  - 第5任務支援群
    - 第5施設中隊
    - 第5通信中隊
    - 第5契約中隊
    - 第5福利厚生中隊
    - 第5兵站即応中隊
    - 第5警備中隊

第20空軍隷下
- 第91ミサイル航空団
  - 第91作戦群（英語版）
    - 第740ミサイル飛行隊（英語版） - LGM-30G
    - 第741ミサイル飛行隊（英語版） - LGM-30G
    - 第742ミサイル飛行隊（英語版） - LGM-30G
    - 第91運用支援中隊

  - 第91整備群
    - 第91ミサイル整備中隊
    - 第791整備中隊

  - 第91警備群
    - 第91ミサイル警備中隊
    - 第791ミサイル警備中隊
    - 第91警備支援中隊
- 第582ヘリコプター群（英語版）
  - 第40ヘリコプター飛行隊（英語版） - UH-1N

ノースダコタ空軍州兵隷下
- 第119航空団（英語版）
  - 第119任務支援群
    - 第219警備中隊

## 人口動態
2010年国勢調査の時点で、マイノット空軍基地国勢調査指定地域（Census-designated place, CDP）には5,521人、1,564世帯が居住しており、人種構成は白人が72.7%、アフリカン・アメリカンが9.6%、ネイティブ・アメリカンが3.9%、アジア人が1.1%、太平洋諸島系が0.3%、混血7.3%、ヒスパニック・ラテン系が16.5%、その他の人種65.9%となっている。
世帯平均収入の中央値は2018年時点で51,699米ドル、人口1人当たりの収入は21,646米ドルとなっている。

## 事故
- 1968年1月17日、マーチ空軍基地（英語版）所属のKC-135A空中給油機（58-0026）[6]が、マイノット空軍基地を離陸直後に墜落し、乗員13人のうち12人が死亡した[7]。
- 1968年10月4日、夜間訓練任務を終えたB-52H戦略爆撃機（60-0027）[8]が、電気系統の不具合により全エンジンに電力が供給されず、マイノット空軍基地の東約8キロメートルの地点に墜落、乗員6人のうち4人が死亡した[9][10]。
- 1969年1月21日、B-52H戦略爆撃機（61-0037）[11]が、マイノット空軍基地を離陸直後、滑走路の西約1.3キロメートルの農場付近に墜落し、乗員6人全員が死亡した[12][13]。
- 1969年3月10日、F-106A戦闘機（59-0014）[14]が訓練飛行中にマイノット空軍基地の南西約80キロメートルのサカカウェア湖（英語版）に墜落、乗員は緊急脱出し、機体は水没した[15]。
- 1975年11月14日、マイノット空軍基地で給油中のB-52H戦略爆撃機（61-0033）[11] caught fire and exploded.[16]が爆発し、地上にいた燃料補給要員2人が死亡した[17][18]。